# Thiéré (couscous)
Pour les articles homonymes, voir Thiéré.

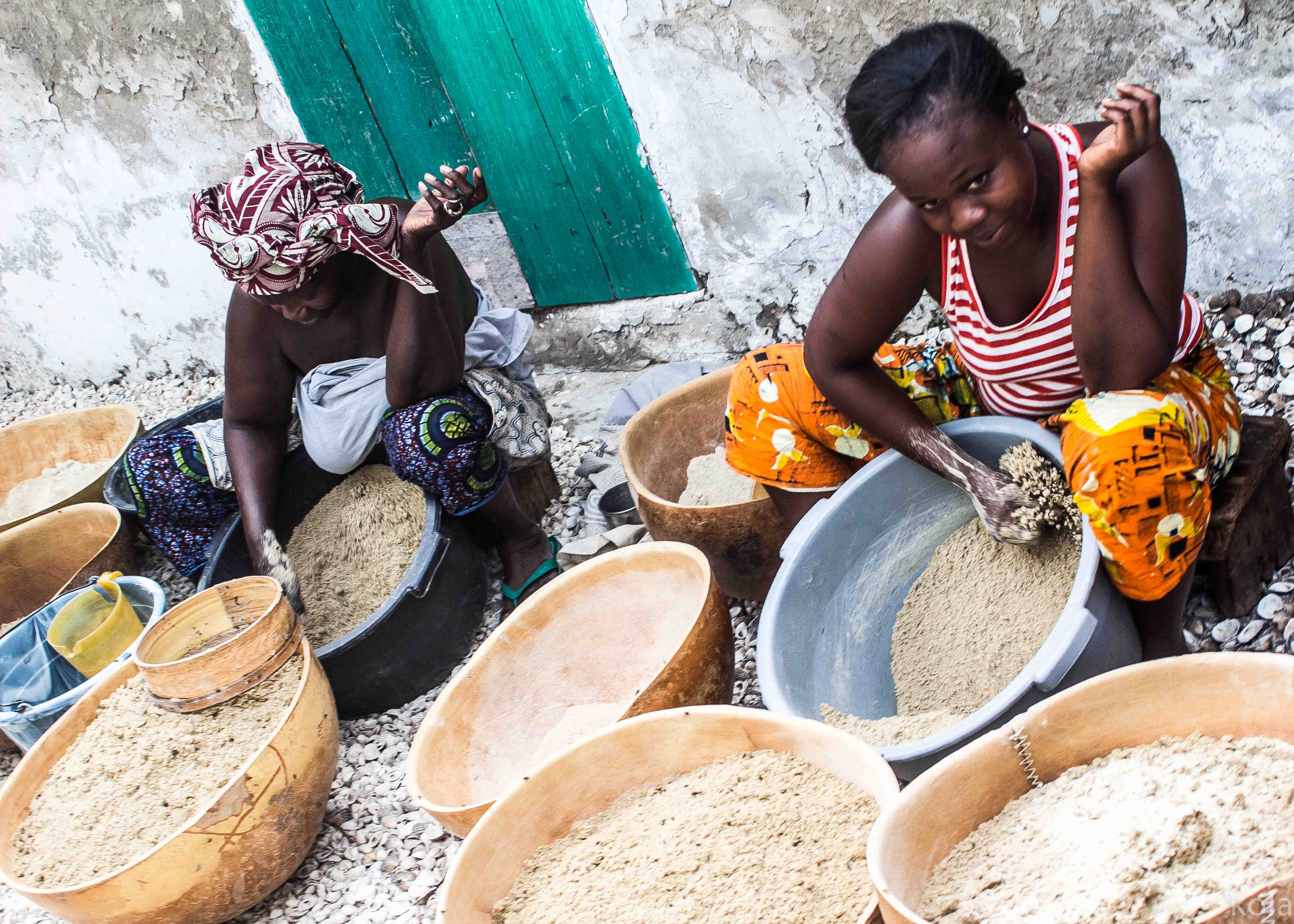
Femmes de Joal-Fadiouth préparant le millet pour le couscous

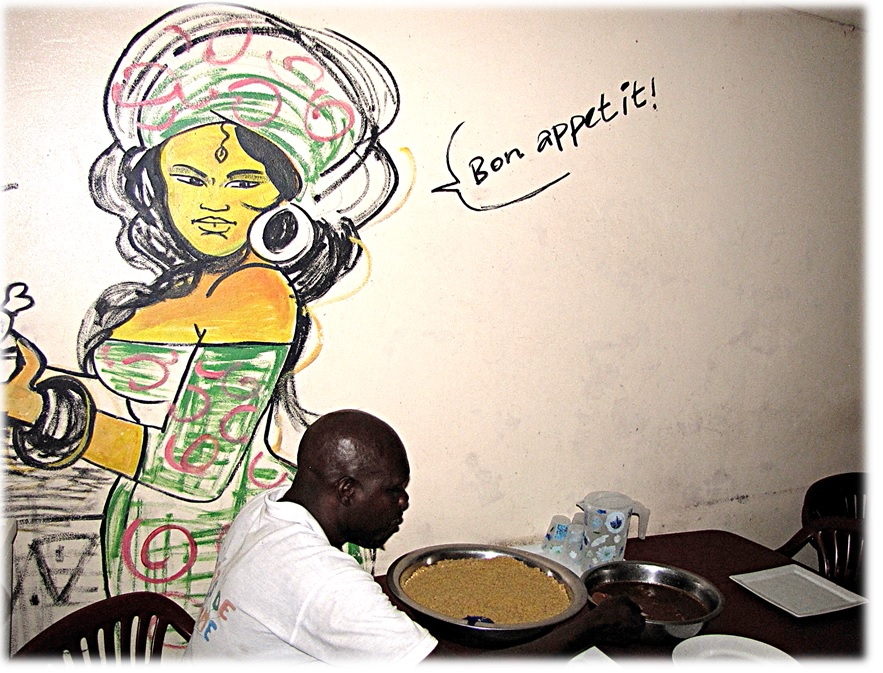
Consommateur de thiéré dans un restaurant de Dakar

Le thiéré ou tyere (du wolof cere) est un couscous de mil consommé au Sénégal, notamment par les wolofs, les peulhs et les Sérères. Il est traditionnellement servi dans les familles musulmanes le soir de la tamkharit.
Il en existe plusieurs variantes, telles que le thiéré sim, le thiéré mboum au chou, le thiéré bassi salté.

## Histoire
Cere, le nom wolof du couscous, apparaît dès le XIXe siècle sous la plume de Jean Dard et de l'abbé Boilat. Faidherbe identifie le couscous de mil en différentes langues sahéliennes : « kouskouss » en hassanya, tyere (« tiéré ») en wolof, futo (« fouto ») en soninké, « sadj » en sérère,  gawri en pulaar. 